# Artūrs Žagars
Artūrs Mārtiņš Žagars, né le 21 avril 2000 à Riga en Lettonie, est un joueur letton de basket-ball évoluant aux postes de meneur et d'arrière.

## Biographie
Artūrs Žagars arrive à l'âge de 17 ans à la Joventut Badalona, il est prêté successivement en deuxième division espagnole au CB Prat (en), au BC Kalev en Estonie puis au Basketball Löwen Braunschweig en première division allemande.
En juillet 2022, il signe en Lituanie au KK Nevėžis.
Il fait partie des révélations de la Coupe du monde 2023, compétition où la Lettonie finit 5e en battant notamment les deux finalistes de l'EuroBasket 2022 — la France et l'Espagne — et s'invitant en quart de finale.
Le 18 septembre, il s'engage avec le Fenerbahçe pour trois saisons et est directement prêté au BC Wolves (en), club lituanien évoluant en EuroCoupe. Il se blesse au genou en début de saison et manque 7 mois de compétition.

## Palmarès

### Sélection nationale
- Médaille d’argent au Championnat d'Europe masculin de basket-ball des moins de 18 ans en 2018

### Individuel
- Élu dans le deuxième cinq majeur (All-Second Team) de la Coupe du monde 2023.

### Club
- Vainqueur de l'Euroligue 2024-2025 avec le Fenerbahçe
- Vainqueur de la Coupe de Turquie 2025